# Druther's
O Druther's é um restaurante, anteriormente uma cadeia de restaurantes de fast food que começou como restaurantes Burger Queen em Winter Haven, Flórida, em 1956, e depois em Louisville, Kentucky, de 1963 a 1981. O nome era uma brincadeira com a palavra “druthers”, e a mascote era uma abelha gigante chamada Queenie Bee. Em 1981, a Burger Queen mudou para restaurantes Druther's, embora as alterações fossem majoritariamente cosméticas. Uma das razões apontadas para a mudança de nome foi a de eliminar a perceção de que se especializavam apenas em hambúrgueres, quando também tinham frango frito e um bar de saladas para servir. A Druther's apresentava uma personagem chamada “Andy Dandytale” nas suas refeições para crianças (e uma versão de ação ao vivo na publicidade televisiva inicial). O slogan da cadeia era “I'd Ruther Go to Druther's Restaurant”. A partir de abril de 2024, a empresa opera 1 local em Kentucky.

## História
A história do Druther's remonta a 1956, quando Harold e Helen Kite abriram o primeiro restaurante Burger Queen em Winter Haven, Flórida. Em 1961, os parceiros de negócios George Clark e Jim Gannon compraram os direitos de franquia e a permissão para expandir a cadeia para o Kentucky.
Os sócios de Louisville, James Gannon e os irmãos George e John Clark acabaram por comprar a empresa sediada na Flórida, tendo George Clark acabado por se tornar CEO, enquanto os seus outros sócios abandonaram a empresa.
A empresa abriu a sua 50ª unidade em dezembro de 1973, em Danville, e tinha unidades no Kentucky, Indiana e Tennessee na altura da abertura. A loja de Tell City, Indiana, foi a 125ª loja aberta.
Em junho de 1981, a Burger Queen Enterprises Inc. anunciou que estava a mudar o seu nome para Druther's International Inc. e a mudar os nomes dos seus restaurantes de Burger Queen para Druther's Restaurant. Apesar da mudança de nome, a direção e o menu permaneceram os mesmos. Na altura do anúncio, a empresa operava 171 estabelecimentos próprios e franqueados em sete estados dos Estados Unidos e tinha também franqueados internacionais em Inglaterra, Canadá, República da China e Emirados Árabes Unidos.
Em setembro de 1990, a empresa privada Druther's International Inc. concordou em tornar-se um operador territorial da Dairy Queen e converteu a maioria dos seus restaurantes para a marca Dairy Queen até ao final do primeiro trimestre de 1991. Na altura da conversão, a Druther's tinha 145 restaurantes no Kentucky e nos estados vizinhos. Mais tarde, a Druther's International passou a chamar-se Druther's Systems Inc. para se adaptar melhor ao seu novo papel de operador de franquia da Dairy Queen.
Em 1996, a International Dairy Queen Inc. comprou 31 estabelecimentos Dairy Queen/Brazier no Kentucky, Tennessee e Indiana à Druther's Systems Inc. por um preço não revelado.
As antigas instalações da Druther's em Louisville, Kentucky, albergam atualmente outras empresas, como o Burger King e uma loja de bebidas local chamada Our Place Liquors. O último Druther's em funcionamento, um antigo franqueado, situa-se em Campbellsville, Kentucky.